# Palazzo Tomaso Spinola

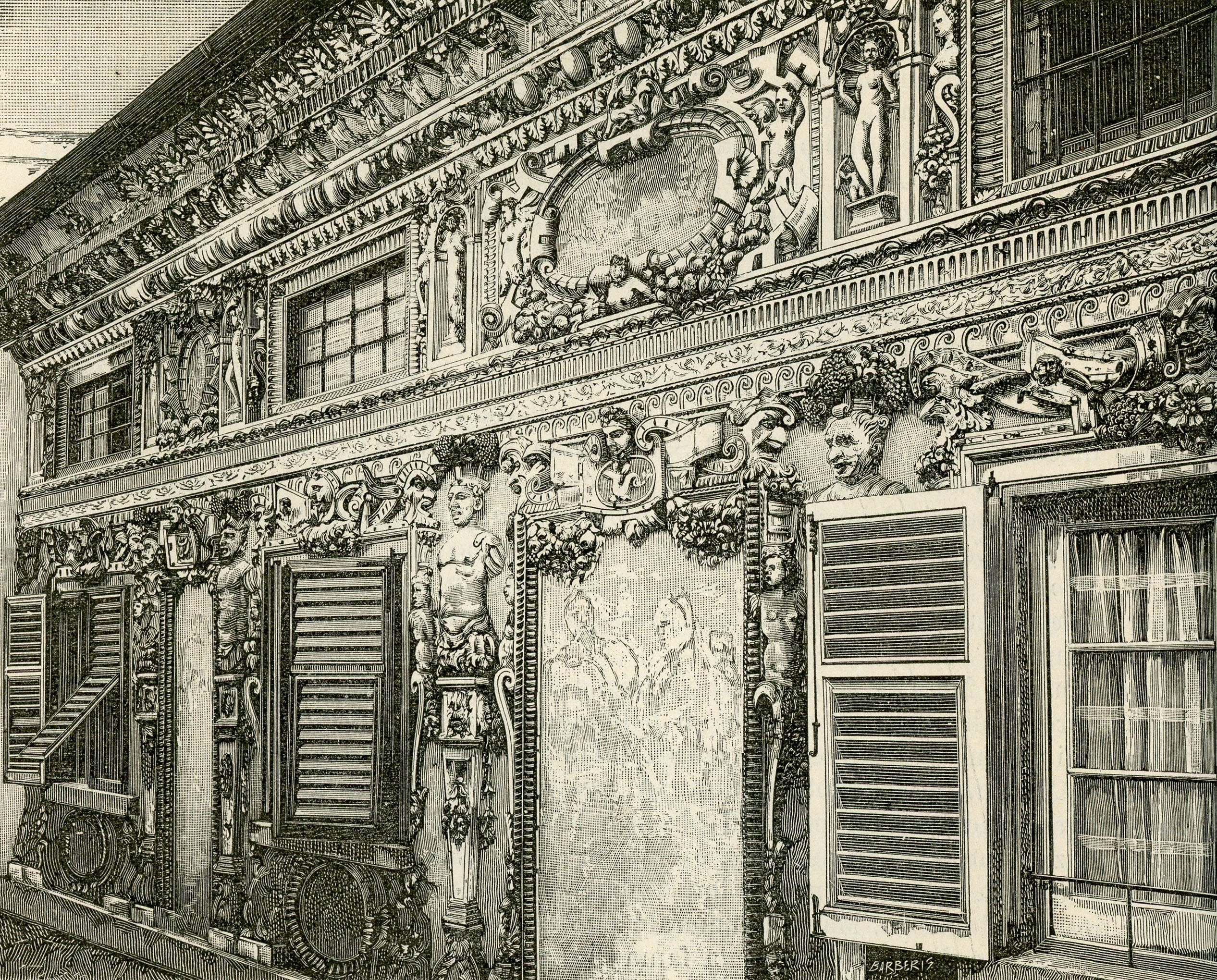
Historische Wiedergabe von Fassadendetails, Ende 19. Jh.

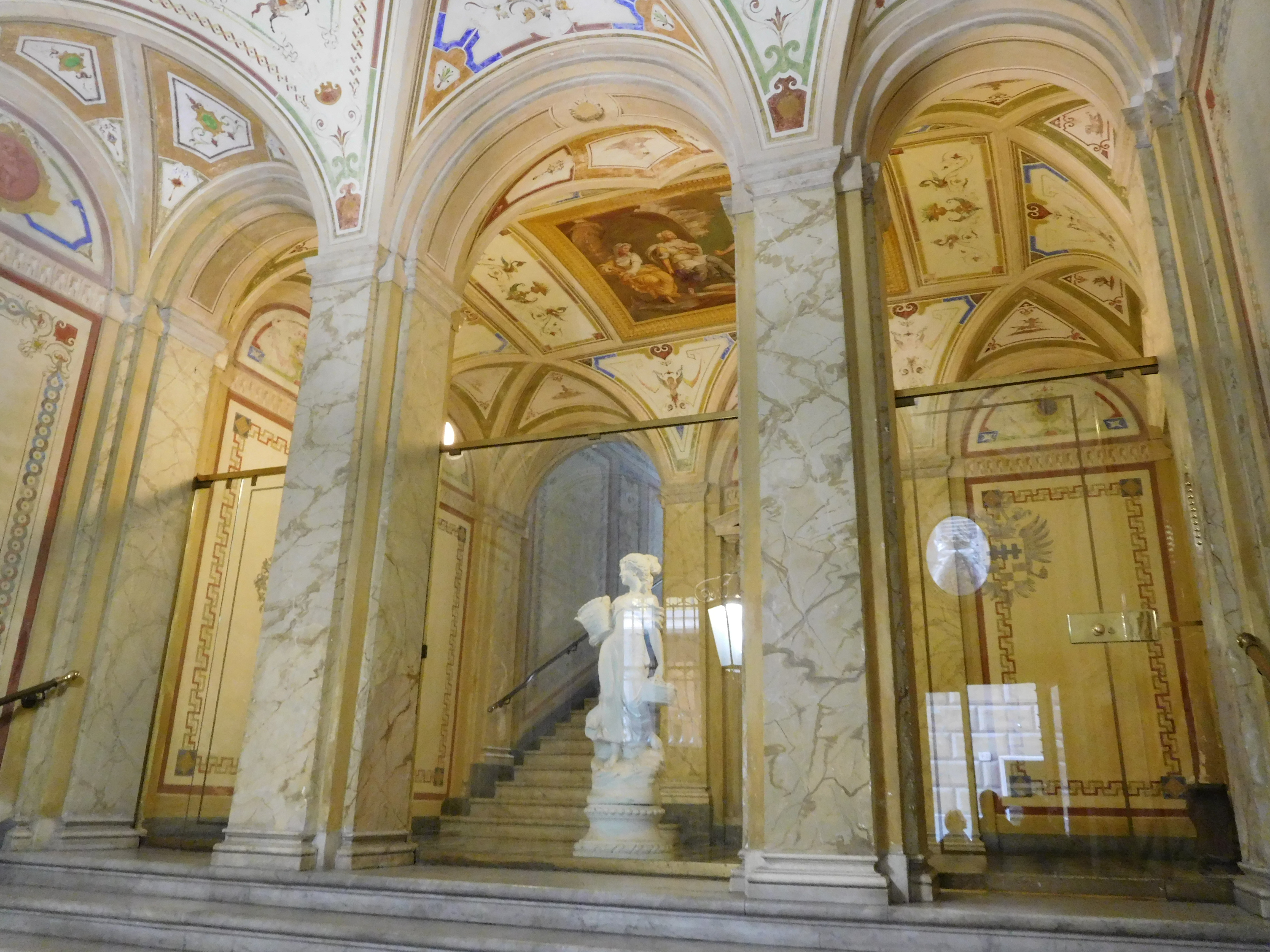
Treppenaufgang

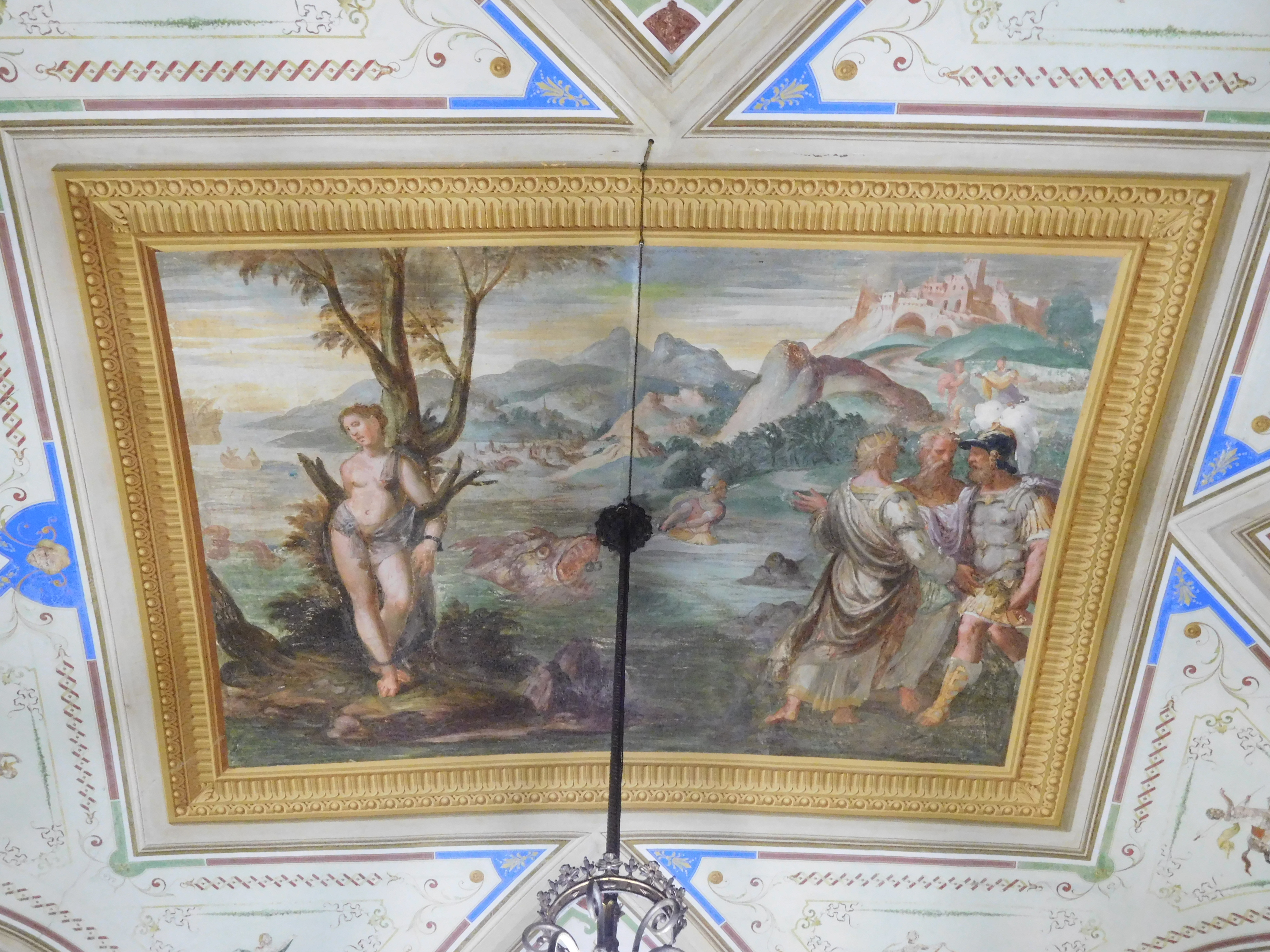
Andromeda-Perseus-Fresko

Der Palazzo Tomaso Spinola ist ein Stadtpalast in Genua, der Teil des Welterbes der UNESCO „Genoa: Le Strade Nuove and the system of the Palazzi dei Rolli“ (deutsch: Genua: Le Strade Nuove und die Palazzi dei Rolli) ist. Das Gebäude liegt an der Salita Santa Caterina 3.

## Gebäude
Der Palazzo Tomaso Spinola ist ein schmales Gebäude mit nur vier Achsen, drei davon Fensterachsen. Es liegt zwischen der alten Piazza degli Spinola di Luccoli und der Piazza dei Della Rovere und entstand 1558–1561 nach einem Entwurf von Giovan Battista Castello, genannt Il Bergamasco, in manieristischem Stil für Tomaso Spinola die Luccoli, einen Bankier. Besonders erwähnenswert ist das Portal mit weiblichen Hermen-Figuren. Die Fassade zeigt fantasievollen Stuck und architektonisch gestaltete Freskenmalerei.
In der Eingangshalle zeigt ein Fresko „Andromeda und das Ungeheuer“ und im Gewölbe über dem Treppeneingang ist „Andromeda, die Perseus, ihren Befreier, empfängt“ zu sehen. Die Eingangshalle des Palazzo Tomaso Spinola diente der Eingangshalle des Palazzo Tobia Pallavicino, das etwa 15 Jahre später errichtet wurde, als Modell. Der Aufgang von der Eingangshalle bis zu den Räumen im zweiten Stock ist reich mit Fresken bemalt, darunter die „Helden auf dem Parnass“ von Luca Cambiaso.
Als einer der Palazzi dei Rolli war der Palazzo Tomaso Spinola im Rollo von 1664 eingetragen. Nach dessen Klassifizierung, den „bussoli“, zählte er zur Klasse drei. (zu den Einzelheiten dieser Eintragungen vergleiche hier).

## Geschichte
1574 ging das Gebäude an Luca Negrone über. Nach einigen weiteren Eigentümerwechseln gehörte es im 18. Jahrhundert der Familie Pessagno, die es auch am Ende des 19. Jahrhunderts noch besaß. Sie nahm eine Reihe baulicher Veränderungen vor, ließ die ursprünglichen Fresken aber unangetastet. Heute dient es als Bürogebäude.